# Dillwyn
Dillwyn es una localidad del Condado de Buckingham, Virginia, Estados Unidos. Según el censo de 2000 tenía una población de 447 habitantes y una densidad de población de 250.1 hab/km².

## Demografía
Según el censo de 2000, había 447 personas, 176 hogares y 114 familias residiendo en la localidad. La densidad de población era de 250,1 hab./km². Había 200 viviendas con una densidad media de 111,9 viviendas/km². El 57,27% de los habitantes eran blancos, el 39,60% afroamericanos, el 0,67% de otras razas y el 2,46% pertenecía a dos o más razas. El 0,67% de la población eran hispanos o latinos de cualquier raza.
Según el censo, de los 176 hogares en el 30,7% había menores de 18 años, el 38,6% pertenecía a parejas casadas, el 22,2% tenía a una mujer como cabeza de familia y el 34,7% no eran familias. El 32,4% de los hogares estaba compuesto por un único individuo y el 19,9% pertenecía a alguien mayor de 65 años viviendo solo. El tamaño promedio de los hogares era de 2,16 personas y el de las familias de 2,63.
La población estaba distribuida en un 20,6% de habitantes menores de 18 años, un 4,3% entre 18 y 24 años, un 21,5% de 25 a 44, un 24,2% de 45 a 64 y un 29,5% de 65 años o mayores. La media de edad era 48 años. Por cada 100 mujeres había 70,6 hombres. Por cada 100 mujeres de 18 años o más, había 68,2 hombres.
Los ingresos medios por hogar en la localidad eran de 19.167 dólares ($) y los ingresos medios por familia eran 24.688 $. Los hombres tenían unos ingresos medios de 19.167 $ frente a los 17.868 $ para las mujeres. La renta per cápita para la ciudad era de 11.091 $. El 34,9% de la población y el 29,7% de las familias estaban por debajo del umbral de pobreza. El 59,2% de los menores de 18 años y el 29,7% de los habitantes de 65 años o más vivían por debajo del umbral de pobreza.

## Geografía
Según la Oficina del Censo de los Estados Unidos, la localidad tiene un área total de 1,8 km², todos ellos correspondientes a tierra firme.